# Tram 11
Tram 11 je zagrebački hip-hop/rap sastav, koji je u drugoj polovici 1990-ih godina bio jedan od prvih uspješnih rap izvođača u Hrvatskoj.
Članovi sastava su reperi Srđan Ćuk i Nenad Šimun, koji djeluju pod umjetničkim imenima »General Woo« i »Target«.

## Povijest

### Početci
Tram 11 su 1996. osnovali Nenad Šimun (Target) i Srđan Ćuk (General Woo), te su bili jedni od prvih hip hop i rap glazbenika u Hrvatskoj. Sastav je nazvan prema zagrebačkoj tramvajskoj liniji br. 11. Svoj prvi studijski album Čovječe ne ljuti se objavljuju 1999., a album Vrućina gradskog asfalta izlazi godinu dana kasnije. Godine 2003. objavljuju kompilaciju najboljih pjesama nazvanu Tajna crne kutije (The Best Of). 
Sastav se raspao 2003. te su nakon toga General Woo i Target objavili nekoliko samostalnih albuma.

### Povratak
Početkom 2017. godine na koncertu Generala Woo-a u Zagrebu gostovao je Target te su zajedno pjevali jedne od njihovih najpoznatijih pjesama kao što su »Hrvatski Velikani« i »Kaj Ima Lima«. Nakon pozitivnog odaziva publike, Tram 11 planiraju koncert.
Prvog travnja 2017. godine nakon 14 godina bez aktivnosti najavljen je koncert sastava Tram 11 koji se planirao održati 11. studenog 2017. godine u Domu sportova.
Nakon 17 godina pauza i međusobnih neslaganja, duo se okupio ponovno oko rada na novim materijalima i s planovima da sudjeluju u anti-EURO prosvjedima.[nedostaje izvor]

### „Jedan i Jedan” album
14. siječnja 2022. godine hip-hop duo nakon 22 godine pauze objavljuje album „Jedan i jedan”. Treći je studijski album zagrebačke hip-hop grupe Tram 11 pod izdavačkom kućom Menart, a sadrži 18 pjesama koje ukupno traju preko 50 minuta.

### Reakcije
Prema recenziji s Glazba.hr, „Jedan i jedan” je „jedan od najkompletnijih, ali i najkontroverznijih albuma suvremenog hrvatskog hip hopa.” Glazbeni kritičar i dobitnik Porin nagrade Hrvoje Horvat je za Večernji list objavio: 
„Hip hop je ostao posljednji ventil za isporuku bunta, a pjesme s »Jedan & jedan« pokazuju da se tu više ne radi o mladenačkom idealizmu otprije 25 godina, nego o promatranju i opisivanju situacije oko nas koja je luđa od bilo kojeg reality showa. Poput afroameričkih repera Tram 11 prosti su, politički nekorektni i sjajni.”
Mnogi hrvatski mediji su također komentirali izvođače, album i pjesmu »PŠK« zbog politički nekorektnih te konspirativnih stihova koje su neki novinari percipirali kao govor mržnje.
Dana 24. siječnja 2022. objavljeno je da diskografska kuća Menart otkazuje suradnju sa sastavom i da se album povlači iz prodaje te se ponovno objavljuje no ovaj put pod novom izdavačkom kućom Srđana Ćuka i Nenada Šimuna, „Pad sistema records.”
Nakon Menartovog raskida ugovora su se oglasili na društvenim mrežama s izjavom. Izjava u cjelosti: 

### Osnivanje izdavačke kuće „Pad sistema records”
Nakon Menartovog raskida suradnje s Tram 11, Srđan Ćuk i Nenad Šimun su 12. veljače 2022. zajedno osnovali vlastitu izdavačku kuću nazvanu po njihovoj pjesmi „Pad sistema” s albuma „Čovječe ne ljuti se.”

## Diskografija

### Albumi
- 1999.: Čovječe ne ljuti se
- 2000.: Vrućina gradskog asfalta
- 2022.: Jedan i jedan[12]

### Kompilacije
- 2003.: Tajna crne kutije (The Best Of)

## Vanjske poveznice
- Tram 11 na Discogsu, discogs.com